# Șustivți, Camenița
Șustivți (în ucraineană Шустівці) este localitatea de reședință a comunei Șustivți din raionul Camenița, regiunea Hmelnîțkîi, Ucraina.

## Demografie
Componența lingvistică a localității Șustivți
     Ucraineană (99,26%)
     Alte limbi (0,74%)
Conform recensământului din 2001, majoritatea populației localității Șustivți era vorbitoare de ucraineană (99,26%), existând în minoritate și vorbitori de alte limbi.